# Innokenti Petrowitsch Gerassimow
Innokenti Petrowitsch Gerassimow (russisch Иннокентий Петрович Герасимов; * 26. Novemberjul. / 9. Dezember 1905greg. in Kostroma; † 30. März 1985 in Moskau) war ein sowjetischer Geograph und Bodenkundler.

## Studium und akademische Laufbahn
Nach seinem Schulbesuch in Kostroma studierte er am Geographischen Institut in Petrograd in den Jahren von 1922 bis 1926. Während seines Studiums hörte er Vorlesungen bei Lew Semjonowitsch Berg (1876–1950), Alexander Jewgenjewitsch Fersman (1883–1945), Sergei Semjonowitsch Neustrujew (1874–1928) und Wladimir Nikolajewitsch Sukatschow (1880–1967). Neustrujew begleitete seine Aspirantur. Im Jahre 1929 erlangte er die Graduierung an der Universität Leningrad. Im Jahre 1929 nahm er im Bodenkundlichen Dokutschajew-Institut der Akademie der Wissenschaften der UdSSR eine wissenschaftliche Anstellung an. Dort leitete er nach dem Ausscheiden von Leonid Iwanowitsch Prassolow (1875–1954) von 1935 bis 1956 die Abteilung Bodengeographie und Kartographie.

## Promotion, Professur und Lehrstuhlgründer für Bodengeographie
Mit seiner Arbeit Hauptentwicklungszüge der heutigen Oberfläche Turans erlangte er im Jahre 1936 die Promotion zum Doktor der geographischen Wissenschaften (Dr. sc. geogr.). Zum Professor wurde er im Jahre 1939 ernannt und hielt seine Vorlesungen am Berg-Institut der Universität Leningrad. Im gleichen Jahr begann er mit seiner Lehrtätigkeit an der Lomonossow-Universität in Moskau. Dort richtete er an der Fakultät für Geographie den Lehrstuhl für Bodengeographie ein. Im Jahre 1951 erfolgte seine Ernennung zum Direktor des Instituts für Geographie der Akademie der Wissenschaften der UdSSR. Zum Direktor des Instituts für Geographie der Sibirischen Abteilung der Akademie der Wissenschaften der UdSSR wurde er im Jahre 1957 ernannt, wo er auch am Aufbau der Einrichtung mitwirkte. Im Jahre 1958 übernahm er die Position des stellvertretenden Vorsitzenden der Kommission für die Probleme des Nordens. Im gleichen Jahr wurde er Chefredakteur der Zeitschrift Iswestija Akademi nauk SSSR (Serija gepgraphischeskaja) (deutsch: Nachrichten der Akademie der Wissenschaften der UdSSR (geographische Serie)). Im Jahr 1964 wurde er zum Mitglied der Leopoldina gewählt.

## Wissenschaftliche Tätigkeiten
Seine hauptsächlichen Tätigkeiten betrafen die Fachgebiete der Geomorphologie, der Pedogenese, der Bodengeographie, der Quartärgeographie, der Bodenkartographie und der physischen Geographie. Für den Bereich der Sowjetunion untersuchte er die Böden des Urals, von Sibirien und der Gebiete Mittelasiens. Für den Bereich der subtropischen  Trockenwälder und ihrer Gebüschzonen untersuchte er die dort vorhandenen zimtbraunen Böden.
Für die gesamte Erde und die Sowjetunion erstellte er Arbeiten zur Systematik der Böden und der Bodengeographie. Weltbekannt wurden seine Arbeiten zu den Besonderheiten des Klimas der Ebenen der Sowjetunion und der anliegenden Länder aus dem Jahr 1933. Im Jahre 1939 veröffentlichte er mit A.A. Sawalischin und Je.N. Iwanowa die Arbeit Ein neues Schema der allgemeinen Klassifikation der Böden der Sowjetunion. Es folgten Veröffentlichungen über Bodenkarten der Kontinente im Physisch-geopraphischen Weltatlas, der in der Sowjetunion verlegt und in Israel übersetzt wurde. Bei diesen Arbeiten führte er die Redaktion über ein Kollegium.
Im Jahre 1960 gab er mit M. A. Glasowskaja und A. Gurewitsch ein Lehrbuch über Grundlagen der Bodengeographie und der Bodenkunde heraus. Mit Markow verfasste er eine Arbeit über die Eiszeit in den Gebieten der nördlich gelegenen Erdzonen und dem Territorium der UdSSR. Bezüglich der subtropisch gelegenen Böden verfasste er theoretische und spezielle Untersuchungen. Seine Arbeiten haben wesentlich zur organisatorischen Vertiefung der Weiterentwicklung der sowjetischen Bodenkunde beigetragen. Spezielle Auswirkungen in dieser Hinsicht zeigten sich auch in Bulgarien. Als Iwan Wladimirowitsch Tjurin im Jahre 1962 starb, trat er in dessen Nachfolge die Präsidentschaft der sowjetischen Unionsgesellschaft für Bodenkunde mir Sitz in Moskau an. In Fachzeitschriften und zahlreichen Veröffentlichungen von wissenschaftlichen Tagungen verfasste er mehr als 180 Veröffentlichungen.

## Schriften
- Die natürlichen Gebiete des Gouvernements Orenburg, 1918 (russisch)
- A new pattern of the general classification of soils in the Soviet Union with A.A. Zavalishin und E.N. Ivanova, in: 7 (1939), p. 10–43 (russisch)
- The History of Glaciation in Northern Eurasia Review of The Glacial Period in the Territory of the U.S.S.R. mit C. C. Nikiforoff und K. K. Markov, in: Geographical Review, April, 1941, Vol. 31, No. 2, p. 343–345
- The Geographical Study of Agricultural Land Use, in: Geographical Journal, December, 1958, Vol. 124, No. 4, p. 452–461
- Recent vertical movements of the earth's crust in the territory of the Western European USSR, St. Louis, 1958 (englisch)
- Recent tectonic movements of the earth's crust and methods of their study mit J. A. Mescerjakov, Moskau 1961 (englisch)
- Scientific principles of soil systematics and classification, Jerusalem 1962 (englisch)
- Humus-carbonate soils of the Sochi District and their transition to brown forest soils, Jerusalem 1963
- Fundamentals of soil science and soil geography mit M. A. Glazovskaja und A. Gourevitch, Jerusalem 1965 (englisch)
- Physical-geographic atlas of the world mit American Geographical Society et al., New York 1965
- Buried soils and their paleogeographic significance, Jerusalem 1966
- Laterites and lateritic soils, Jerusalem 1966
- The distinctiveness of Siberia's genetic soil types, Washington 1966
- Recent crustal movements, Jerusalem, 1967 (englisch)
- Review of The Morphology of the Earth (Morphostructure and Morphosculpture) mit D. Wileman und J. A. Mescheriakov, in: Geographical Journal, September, 1968, Vol. 134, No. 3, p. 434–435
- Resources of biosphere on the territory of the USSR : scientific principles of rational use and conservation, Moskau 1968 (englisch)
- Kasachstan mit B. A. Fedorovic, Moskau 1969 (russisch)
- Natural resources of the Soviet Union : Their use and renewal mit D. L. Armand und K. M. Yefron, San Francisco 1971 (englisch)
- The Map of planation surfaces and crusts of weathering of the USSR mit A. V. Sidorenko, Moskau 1972 (englisch)
- Ukraina i Moldavija, Moskau 1972 (russisch)
- The Periglacial Expansion of Marmots (Marmota) in Middle Europe during Late Pleistocene mit R. P. Zimina, in: Journal of Mammalogy, May, 1973, Vol. 54, No. 2, p. 327–340
- Elementary pedogenic processes as a basis for genetic diagnostics of soils, in: Pochvoveniye 5 (1975), p. 3–9 (russisch)
- Man, society, and the environment : geographical aspects of the uses of natural resources and nature conservation, Moskau 1975 (englisch)
- Genesis and geography of soils mit Sergej Vladimirovich Zonn und V. M. Fridland, New Delhi (englisch)
- Climatology, hydrology, glaciology, International Geographical Congress, 1976, ISBN 978-0-08-023142-6
- A Short history of geographical science in the Soviet Union, Moskau 1976 (englisch)
- Mensch, Gesellschaft und Umwelt : geographische Aspekte der Nutzung der Naturressourcen und des Umweltschutzes, Berlin 1976 (deutsch)
- New methods in geomorphology and palaeogeography, Moskau 1976
- The French-Soviet Geographical Symposium "The Alps-The Caucasus" mit R. P. Zimina, V. M. Kotlijacov, D. A. Lilienberg und B. S. Preobragenski, in: Arctic and Alpine Research, May, 1976, Vol. 8, No. 2, p. 219–226
- New soils map of the U.S.S.R., Hanover, N.H.: U.S. Army Cold Regions Research and Engineering Laboratory, 1977
- Sovremennye tendencii i metody v geografii, Moskau 1980 (russisch)
- Integrated regional schemes to combat desertification : guidelines mit I. S. Zonn, Moskau 1982 (englisch)
- Geography and ecology : a collection of articles, 1971-1981, Moskau 1983 (englisch)
- Geographical prognostication : problems and prospects, Moskau 1986 (englisch)
- Environmental problems in cities of developing countries, Moskau 1989 (englisch)

## Mitgliedschaft und Ernennungen

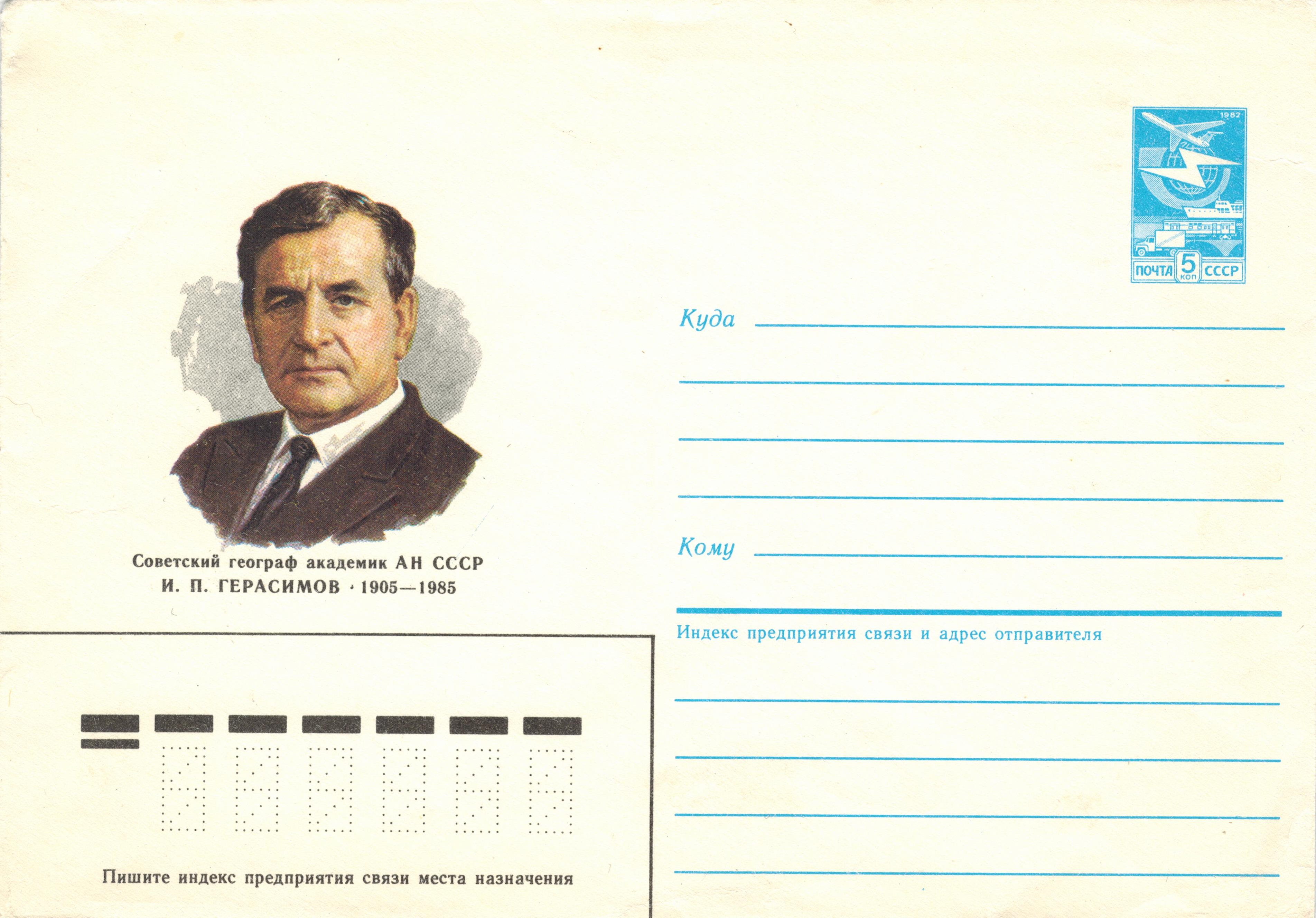

- 1929–1946: assoziiertes Mitglied der Akademie der Wissenschaften der UdSSR
- 1944: Mitglied der KPdSU[7]
- 1944: Verdienter Wissenschaftler der Kasachischen SSR
- 1946–1953: korrespondierendes Mitglied der Akademie der Wissenschaften der UdSSR
- 1953: ordentliches Mitglied der Akademie der Wissenschaften der UdSSR
- 1960: Sekretariat der Abteilung für Geographie und Geologie der Akademie der Wissenschaften der UdSSR
- 1962: Präsident der Unionsgesellschaft der Bodenkunde in Moskau
- Vizepräsident der Internationalen Geographischen Union
- Vorsitzender der Kommission für die komplexe Nutzung experimenteller Stationen
- Vorsitzender des wissenschaftlichen Rates Theoretische Grundlagen der Bodenkunde in Moskau
- 1967–1969: korrespondierendes Mitglied der Akademie der Wissenschaften der DDR[8]
- 1969: auswärtiges Mitglied der Akademie der Wissenschaften der DDR
- 1971: korrespondierendes Mitglied der Sächsischen Akademie der Wissenschaften[9]

## Auszeichnungen
- Staatspreis der UdSSR, 1973
- Leninorden
- Orden des Roten Sterns
- Dimitrow-Preis der Volksrepublik Bulgarien